# Willy Sagnol
William „Willy“ Sagnol (* 18. März 1977 in Saint-Étienne, Département Loire) ist ein Fußballtrainer und ehemaliger französischer Nationalspieler.

## Spielerkarriere

### Vereine
Der Außenverteidiger stammt aus der erfolgreichen Talentschmiede der AS Saint-Étienne (zu seiner Zeit unter Jacques Santini), für die er in der Saison 1995/96 zehn Spiele in der Division 1 bestritt und anschließend ein Jahr in der zweiten Liga spielte, bevor er 1997 zu AS Monaco und somit wieder in Frankreichs höchste Spielklasse wechselte. Für die Monegassen kam er in drei Spielzeiten zu 71 Erstligaeinsätzen und krönte seine letzte Saison, 1999/2000, mit der Meisterschaft.
Ab dem 1. Juli 2000 stand Sagnol beim Bundesligisten FC Bayern München unter Vertrag, für den er am 12. August (1. Spieltag) beim 4:1-Sieg im Heimspiel gegen Hertha BSC seinen Bundesliga-Einstand hatte. Sein erstes von sieben Toren erzielte er mit dem Anschlusstreffer bei der 1:2-Niederlage beim FC St. Pauli in der Folgesaison am 6. Februar 2002 (21. Spieltag). Mit den Bayern gewann er zahlreiche nationale und internationale Vereinstitel. Seinen größten Erfolg hatte er mit dem Verein 2001, als dieser die Champions League und den Weltpokal gewann. Im Sommer 2004 äußerte Sagnol Wechselgedanken, der FC Arsenal zeigte sich interessiert. Der Franzose hatte öffentlich erklärt, dass er nach dem Abgang von Ottmar Hitzfeld den Verein ebenfalls verlassen wolle. Dafür bekam der Rechtsverteidiger eine Geldstrafe auferlegt. In der Saison 2006/07 fiel er aufgrund eines Meniskus- und Knorpelschadens überwiegend aus. Die Verletzung hatte er sich in einem Champions-League-Spiel gegen die AC Mailand zugezogen. Sein Comeback bei den Münchnern gab er im UEFA-Pokal-Spiel bei Sporting Braga im November 2007, als er in der letzten Minute für seinen Landsmann Franck Ribéry eingewechselt wurde.
Gegen Ende seiner Zeit in München fiel Sagnol durch Kritik am damaligen Bayern-Trainer Ottmar Hitzfeld auf. Er beschuldigte Hitzfeld, dass er zu wenige Einsätze bekäme und kritisierte ihn öffentlich. Hitzfeld suspendierte ihn daraufhin für das UEFA-Pokal-Halbfinale 2008 gegen den späteren Sieger Zenit St. Petersburg. In der Saison 2008/09 laborierte Sagnol an anhaltenden Achillessehnenbeschwerden und kam zu keinem Einsatz mehr, weshalb er am 2. Februar 2009 seine Karriere beendete. Er war zum Zeitpunkt seines Karriereendes der dienstälteste Spieler der Bayern und trug zeitweise auch die Kapitänsbinde.

### Nationalmannschaft
Nach fünf Einsätzen bei der U-20-Weltmeisterschaft in Malaysia debütierte Sagnol am 15. November 2000 in Istanbul in der A-Nationalmannschaft, die das Spiel mit 4:0 gewann. Sagnol kam in den ersten Jahren nur als Einwechselspieler zum Einsatz, da er in Lilian Thuram einen starken international erfahrenen Konkurrenten hatte.
Mit der Équipe Tricolore gewann er den FIFA-Konföderationen-Pokal 2001 (drei Spiele) und 2003 (zwei Einsätze, nach einer Roten Karte in der Vorrunde im Finale wieder dabei).
Sagnol nahm an der Europameisterschaft 2004 und Europameisterschaft 2008 sowie an der Weltmeisterschaft 2006 in Deutschland teil und bestritt dort alle Spiele als Stammspieler.
Sein letztes Länderspiel absolvierte er am 13. Juni 2008 in Bern im zweiten Gruppenspiel der Europameisterschaft bei der 1:4-Niederlage gegen die Niederlande. Für das letzte Gruppenspiel gegen Italien wurde er von Trainer Raymond Domenech nicht berücksichtigt. Frankreich schied letztendlich als Gruppenletzter aus dem Turnier aus.

## Managerkarriere
Im Herbst 2009 begann Sagnol eine zweijährige Ausbildung zum Sport-Generalmanager am Centre de droit et d’économie du sport in Limoges. Von 2009 bis 2010 arbeitete er als Experte für den französischen TV-Sender Canal+ und kommentierte bzw. analysierte in dieser Position Fußballspiele. Im Januar 2010 wurde Sagnol in den Aufsichtsrat seines ehemaligen Ausbildungsvereins AS Saint-Étienne aufgenommen. Ab März 2011 war Sagnol als Scout für den FC Bayern im Einsatz, bis ihm der französische Fußballverband FFF im November 2011 mit der neu geschaffenen Funktion eines für alle französischen Nationalmannschaften zuständigen Managers bei der Direction Technique Nationale (DTN) betraute. Dabei war er insbesondere auch für die Kommunikation zwischen DTN und A-Nationaltrainer zuständig.
Zur Saison 2013/14 ernannte die FFF Sagnol zudem zum Vorsitzenden der Kommission, die für die Organisation des Landespokalwettbewerbs zuständig ist.

## Trainerkarriere
Willy Sagnol trainierte von Juni 2013 bis Mai 2014 die französische U-21-Fußballnationalmannschaft, sein Debüt mit der Mannschaft war bei einem Freundschaftsspiel gegen die deutsche U-21 am 13. August 2013 in Freiburg.
Zur Saison 2014/15 wurde Sagnol Trainer von Girondins Bordeaux. Im November 2014 geriet er durch als rassistisch bewertete Äußerungen zu afrikanischen Fußballspielern in die Schlagzeilen. Am 14. März 2016 wurde er aufgrund anhaltender Erfolglosigkeit in Bordeaux von seinen Aufgaben als Trainer entbunden.
Der FC Bayern München verpflichtete im Juni 2017 Sagnol als Nachfolger von Hermann Gerland als Co-Trainer unter Carlo Ancelotti. Er erhielt bei seinem ehemaligen Club einen Zweijahresvertrag. Nachdem sich der Verein am 28. September 2017 von Ancelotti getrennt hatte, übernahm Sagnol die Mannschaft als Interimstrainer. Nach einem Spiel, einem 2:2 bei Hertha BSC, wurde Jupp Heynckes als neuer Cheftrainer bis zum Saisonende verpflichtet, dem Hermann Gerland und Peter Hermann assistierten. Sagnol verließ daraufhin den Verein.
Im Februar 2021 übernahm er die Rolle des Cheftrainers der georgischen Fußballnationalmannschaft. 2024 erreichte er mit Georgien erstmals das Achtelfinale einer EM-Endrunde.

## Familie
Willy Sagnol ist verheiratet und hat vier Kinder. Er ist der Cousin der französischen TV-Moderatorin Alessandra Sublet, deren Vater Joël Sublet in den 1970ern als Fußballspieler für Olympique Marseille aktiv war.

## Erfolge

### Nationalmannschaft
- Vize-Weltmeister: 2006
- FIFA-Konföderationen-Pokal-Sieger (2): 2001, 2003

### Vereine
- Weltpokal-Sieger: 2001
- Champions-League-Sieger: 2001
- Deutscher Meister (5): 2001, 2003, 2005, 2006, 2008
- DFB-Pokal-Sieger (4): 2003, 2005, 2006, 2008
- Ligapokal-Sieger (3): 2000, 2004, 2007
- Französischer Meister: 2000
- Französischer Supercupsieger: 1997